# 手よりゴマ

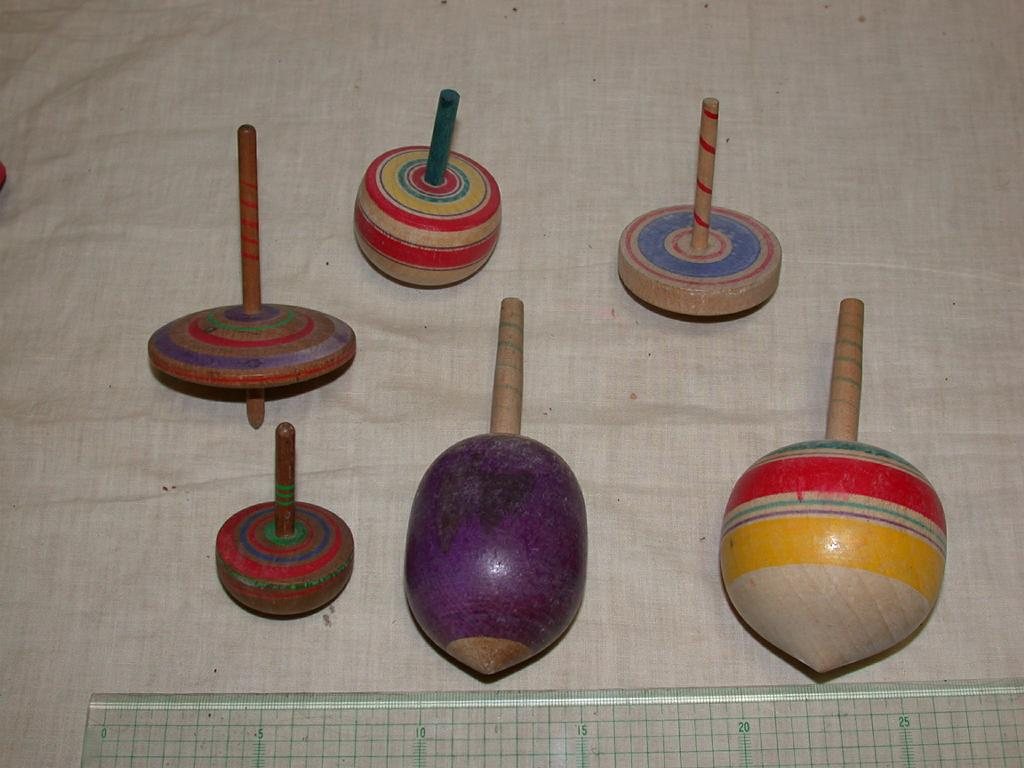
様々な手よりゴマ
中央が茄子ゴマ

手よりゴマ（てよりゴマ）は、独楽を回し方で分けた時の類型の一つ。軸を両手のひらで挟んで回す。もみゴマともいう。
手よりゴマの「より」とは、漢字表記では縒り、及び撚りであり、「捻って回すこと」という意味を持つ。

## 概説
紐などの道具を使わない独楽の回し方としては、指先で捻って回すひねりゴマが最も一般的であるが、指先だけで回すのではあまり力が入らないため、どうしても小さなものにならざるを得ない。しかし小さな独楽は回しやすい反面、寿命が短く、それほど凝った工夫も出来ない。そこで、より大きい独楽を回す方法として発達したのがこの方法である。独楽の胴体から上に伸びた軸を両手の手のひらで挟み、こすり合わせるようにして回すもので、慣れれば繰り返してこすり合わすことで加速させることが可能である。日本の曲芸として現在も伝承されている曲ゴマは全てこの範疇に入る。

## 構造
この回し方の独楽は、手のひらで挟む部分である、胴体の上に伸びる軸が特に長く細いことが多い。慣れないと細い軸は回しにくいが、慣れるとより大きな回転速度が得られやすい。木製の軸もあるが、金属製の方が後で述べるように、より凝った扱い方が出来るようになる。胴体の形はさまざまだが、偏平な円盤状のものが多い。中央よりの部分を削り、周辺部分を厚くしたものも多い。
これから外れる例には、茄子ゴマ（後述）がある。

## 回し方
まず独楽を基盤の上にほぼ垂直に立てる。それから上側の軸を両手のひらで挟む。そのまま手のひらを前後にこするように動かし、手を放すと独楽は回る。こする時に、初めはゆっくり、次第に加速するように動かすのがこつである。
このままではひねりゴマと同じであるが、手よりゴマの面白いのは回転中に加速してやることが可能な点にある。回転中の独楽の軸を、回転を殺さないようにそっと両手で挟み、手のひらをこすって回転を追加するのである。これが出来るようになれば、最初の回り始めにも、必要な回数だけ、手のひらをこすり合わせて高速回転を得られるようになる。
これには若干の慣れが必要で、練習の始めのころは、回転を与えるたびに独楽の軸がぶれて独楽が暴れる（安定して回転しない）ので追加の回転が与えられない。軸をぶれさせない回し方ができるようになると後は簡単である。独楽の側では、軸が太いもの、木製のものは滑りにくいので回転を与えるのはたやすいが、追加の回転を与えるのはやや難しい。細いもの、金属性のものは滑りやすいので、慣れないと回しつらいが、回ってしまうと軽く手で挟んでも滑って回るので、追加の回転を与えるのも簡単である。さらに、回ったままの独楽の軸をつまんで持ち上げたり、移動させたりすることも可能になる。これができるようになれば、たとえば回っている独楽を摘み上げ、手の平の上に乗せたり、指先に乗せたりということができるようになる。このような技を高度化したのが曲ゴマである。
現在の曲ゴマは全て手よりゴマで、独楽を回すところから始めて、それを手に取り、物の上で回したり、綱渡りをさせたりするが、それらはこのような技を基本としている。

### 別の回し方
手よりゴマにはもう1つの回し方がある。小指の方から手を軽く握り、親指と人差し指で円を作るようにすると、手のひらの内側に逆円錐の面が作れる。ここに手よりゴマの上側の軸を差し込むように持つ。独楽は裏側を上に、手のひらの内側のどこかに向かって倒れた状態になる。この状態から手首を回して、独楽の軸が手のひらの内側で転がるようにして回転を与える。それほど速い回転は与えられないが、独楽が立つには十分である。そこで独楽の底を下にしてそっと台の上に離せば、独楽は回り出すので、改めて手よりでより速い回転を与えるのである。見た目に派手なので、曲ゴマではこの回し方で演技を始める場合が多い。

## 商品
通常販売されている独楽としては、この形のものはあまり無い。民芸品の独楽にたまに見かける程度である。その中で特に目立つのは茄子ゴマである。ナスそのままの造形の胴体に細長い軸を持つ、非常に縦長な形の独楽で、しかも底面は丸くなっており、突き出した軸端がない。この独楽は回すとほとんど味噌刷り運動をせず、瞬時に立ち上がる事でもめずらしい存在である。なお、糸巻きゴマになっている茄子ゴマもある。
仕掛けゴマは、回転することで特別な仕掛けが起動するもので、たいていは糸巻きゴマであるが、手よりゴマとなっている例がある。代表的なのは欲張りゴマで、強く回すと独楽の直径が増えるというものである。これは、円盤型の胴の外側に溝があり、その中に3枚の翼様のものが折り込まれているもので、回転させると遠心力によってこれが飛び出し、直径が増えたように見える。
これに対して、いわゆる曲ゴマは現在ではすべてこの型のものである。特に高い精度が求められる。似たようなものを自作する場合には、メンコなど紙を張り合わせて、周辺に板鉛を張るなどで作ることが出来る。かつてはこのような方法を解説した本も存在した。